# برگ‌ماهی چهارخاره
برگ‌ماهی چهارخاره (نام علمی: Afronandus sheljuzhkoi) نام یک گونه از تیره برگ‌ماهیان است.